# Romolo Guerrieri
Romolo Guerrieri, né Romolo Girolami le 5 décembre 1931 à Rome, est un réalisateur italien. Il est l'oncle d'Enzo G. Castellari et d'Enio Girolami et le frère de Marino Girolami.

## Biographie
Guerrieri, qui s'appelle ainsi d'après le nom de jeune fille de sa mère, travaille d'abord sur les films de son frère Marino et, après plusieurs travaux en tant qu'assistant réalisateur, devient en 1961 réalisateur de la seconde équipe du Glaive du conquérant de Carlo Campogalliani. La même année, il tourne en tant que réalisateur, sous son nom de naissance, la comédie Bellezze sulla spiaggia (it). À partir de 1966, il réalise régulièrement plusieurs films de genres différents. Parmi ses films, généralement dotés de budgets modérés, se distinguent l'adaptation du carabinier assassiné Salvo D'Acquisto et le giallo L'Adorable Corps de Deborah. À partir de la fin des années 1970, Guerrieri se tourne davantage vers la télévision. Pour son western spaghetti sorti en 1966, Les Sept Colts du tonnerre, il utilise le pseudonyme de Rod Gilbert.

## Filmographie

### Réalisateur
- 1961 : Bellezze sulla spiaggia (it)
- 1966 : Les Sept Colts du tonnerre (Sette magnifiche pistole)
- 1966 : Johnny Yuma
- 1967 : Le Temps des vautours (10.000 dollari per un massacro)
- 1968 : L'Adorable Corps de Deborah (Il dolce corpo di Deborah)
- 1969 : Exécutions (Un detective)
- 1970 : Il divorzio
- 1971 : La controfigura
- 1973 : La Police au service du citoyen (La polizia è al servizio del cittadino?)
- 1974 : Un homme, une ville (Un uomo, una città)
- 1975 : Salvo D'Acquisto
- 1976 : Jeunes, désespérés, violents (Liberi armati pericolosi)
- 1978 : La Loi de la CIA (Sono stato un agente C.I.A.)
- 1979 : L'importante è non farsi notare (it)
- 1982 : La Gorille (it) (La gorilla)
- 1984 : La Chasse aux morts-vivants (L'ultimo guerriero)
- 1992 : Le Dernier Contrat (Due vite un destino) — téléfilm

### Scénariste
- 1966 : Johnny Yuma de lui-même
- 1967 : Je vais, je tire et je reviens (Vado... l'ammazzo e torno) d'Enzo G. Castellari
- 1978 : La Loi de la CIA (Sono stato un agente C.I.A.) de lui-même
- 1979 : L'importante è non farsi notare de lui-même
- 1981 : Croissants à la crème (Cornetti alla crema) de Sergio Martino
- 1982 : La Gorille de lui-même
- 1984 : L'allenatore nel pallone de Sergio Martino
- 1998 : La donna del treno de Carlo Lizzani — feuilleton télévisé
- 2008 : L'allenatore nel pallone 2 de Sergio Martino — téléfilm